# Dall River (Yukon River)
Der Dall River ist ein etwa 155 Kilometer langer rechter Nebenfluss des Yukon River im Zentrum des US-Bundesstaats Alaska.

## Verlauf
Er entspringt im Interior an der Flanke des Dall Mountain, fließt in südsüdöstliche Richtung und mündet bei Stevens Village in den Yukon River. Der gesamte Verlauf des Dall River liegt im Yukon Flats National Wildlife Refuge. Bei Flusskilometer 130 trifft der West Fork Dall River von Westen kommend auf den Dall River.

## Name
Benannt wurde der Fluss 1869 von Captain Raymond vom United States Army Corps of Engineers nach William Healey Dall (1845–1927), einem Malakologen, der einige Jahre zuvor mit einer Expedition der Western Union Telegraph den Yukon erkundet hatte. Der Name der Ureinwohner Alaskas für den Fluss wurde als „Notochargut“ dokumentiert, was so viel wie „Mündung des Noto-Flusses“ bedeutet.